# 原角龍屬
原角龍屬（學名：Protoceratops；在希臘文意為「第一個有角的臉」），是種角龍亞目恐龍，生存於上白堊紀坎潘階的蒙古和中國內蒙古，分佈範圍和伶盜龍重合。原角龍屬於原角龍科，原角龍科是一群早期冠飾角龍類。不像晚期的冠飾角龍類恐龍，原角龍的體型較小，缺乏發展良好的角狀物，且擁有一些原始特徵。
原角龍身長1.5到2公尺，體型接近綿羊。牠們有大型頭盾，可能用來保護頸部、使頜部肌肉附著、用來辨認同種類動物，或綜合以上功能。原角龍在1923年由沃特·格蘭傑（Walter Granger）與W.K. Gregory所敘述，當時被認為是北美洲角龍類的祖先。研究人員現在根據體型，分別出原角龍的兩個種：安氏原角龍（P. andrewsi）、巨鼻原角龍（P. hellenikorhinus）。目前已發現數十具原角龍標本。在1920年代，羅伊·查普曼·安德魯斯（Roy Chapman Andrews）發現一個偷蛋龍化石正位在一群恐龍蛋的上方，而當時這些恐龍蛋被認為屬於原角龍，但現在已發現這些蛋其實是偷蛋龍本身的蛋。

## 敘述

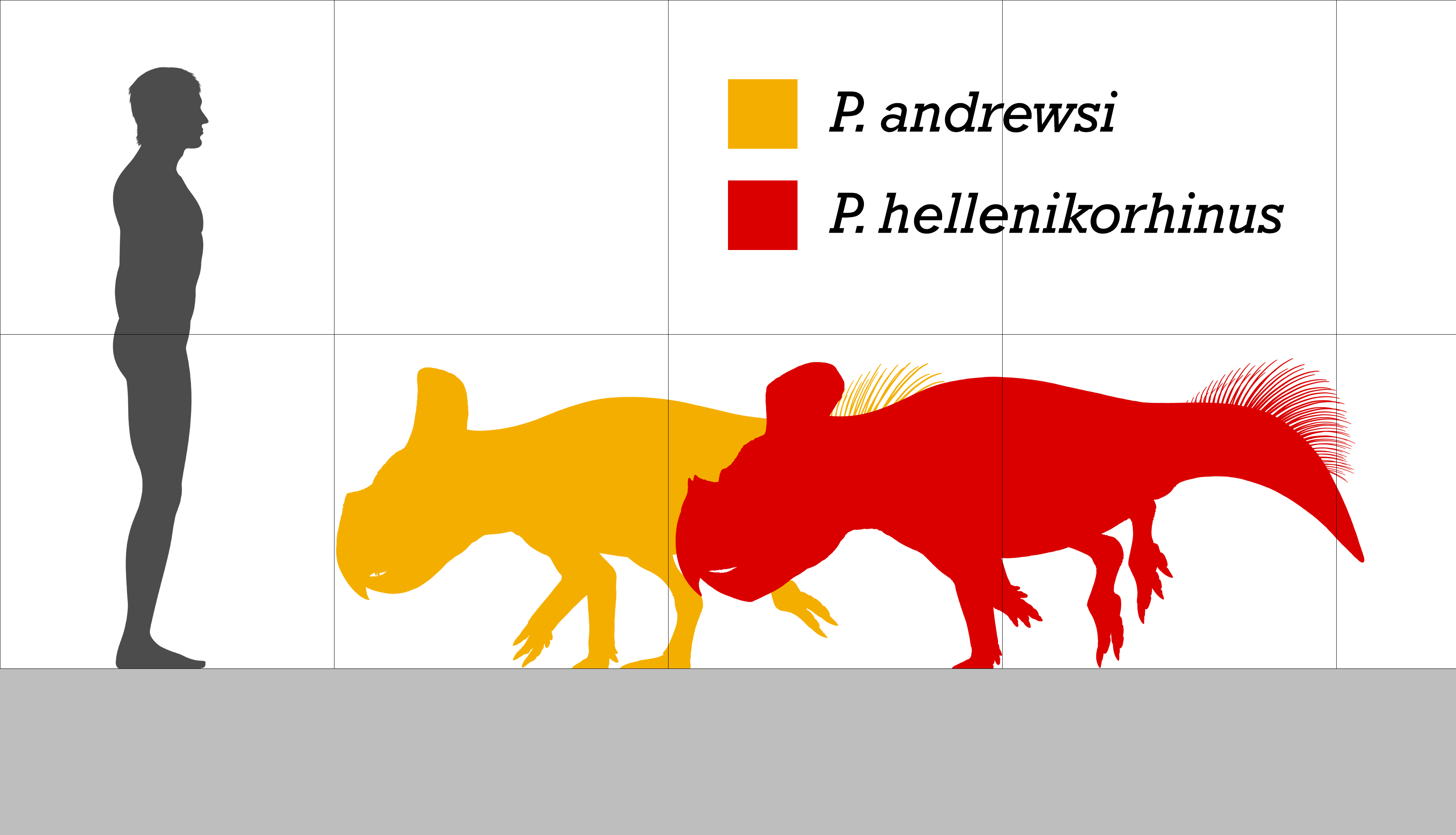
原角龍與人類的想像圖

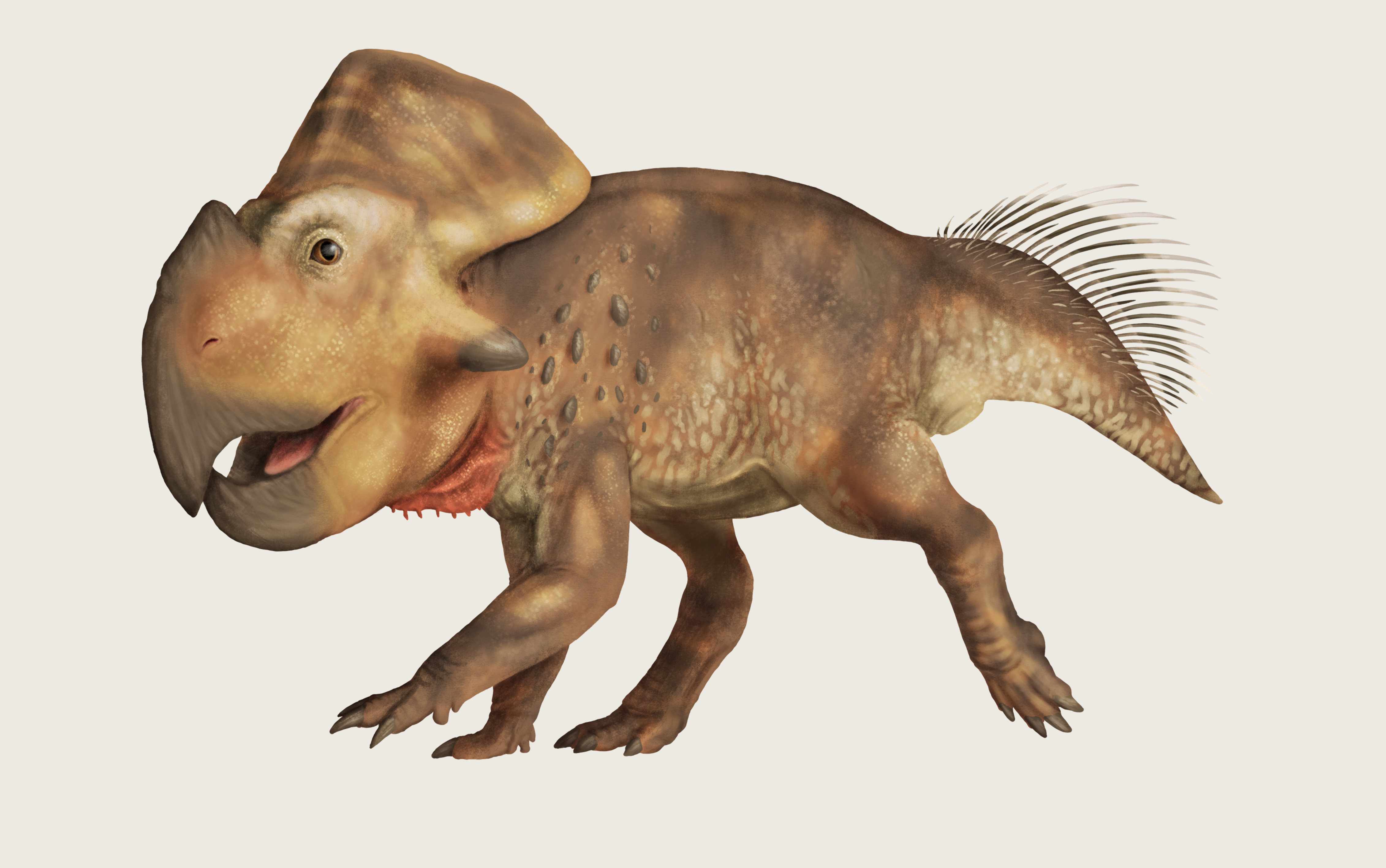
安氏原角龍的想像圖

原角龍是種四足恐龍，頭部後方有大型頭盾，鼻端隆起。頭盾由大部的顱頂骨與部分的鱗骨所構成。頭盾本身則有兩個顱頂孔，而頰部有大型軛骨。頭盾的正確大小與形狀隨者個體而有所不同；有些標本有短小的頭盾，而其他的頭盾接近頭顱的一半長度。有些研究人員，包括彼得·達德森（Peter Dodson），將頭盾的不同大小與形狀，歸因於兩性異形以及年齡變化。
原角龍身長約1.8公尺，肩膀高度0.6公尺。成年原角龍的體重約180公斤。高度集中的大批標本，顯示原角龍是群居動物。
原角龍是種小型恐龍，但頭顱佔了大部分。原角龍是草食性動物，但似乎嘴部肌肉強壯，咬合力高。嘴部有多列牙齒，適合咀嚼堅硬的植物。原角龍的頭顱骨有大型喙狀嘴、四對洞孔。最前方的洞孔是鼻孔，可能比較晚期角龍類的鼻孔還小。原角龍有大型眼眶，直徑約50公釐。眼睛後方是個稍小的洞孔，下顳孔。

## 發現與種

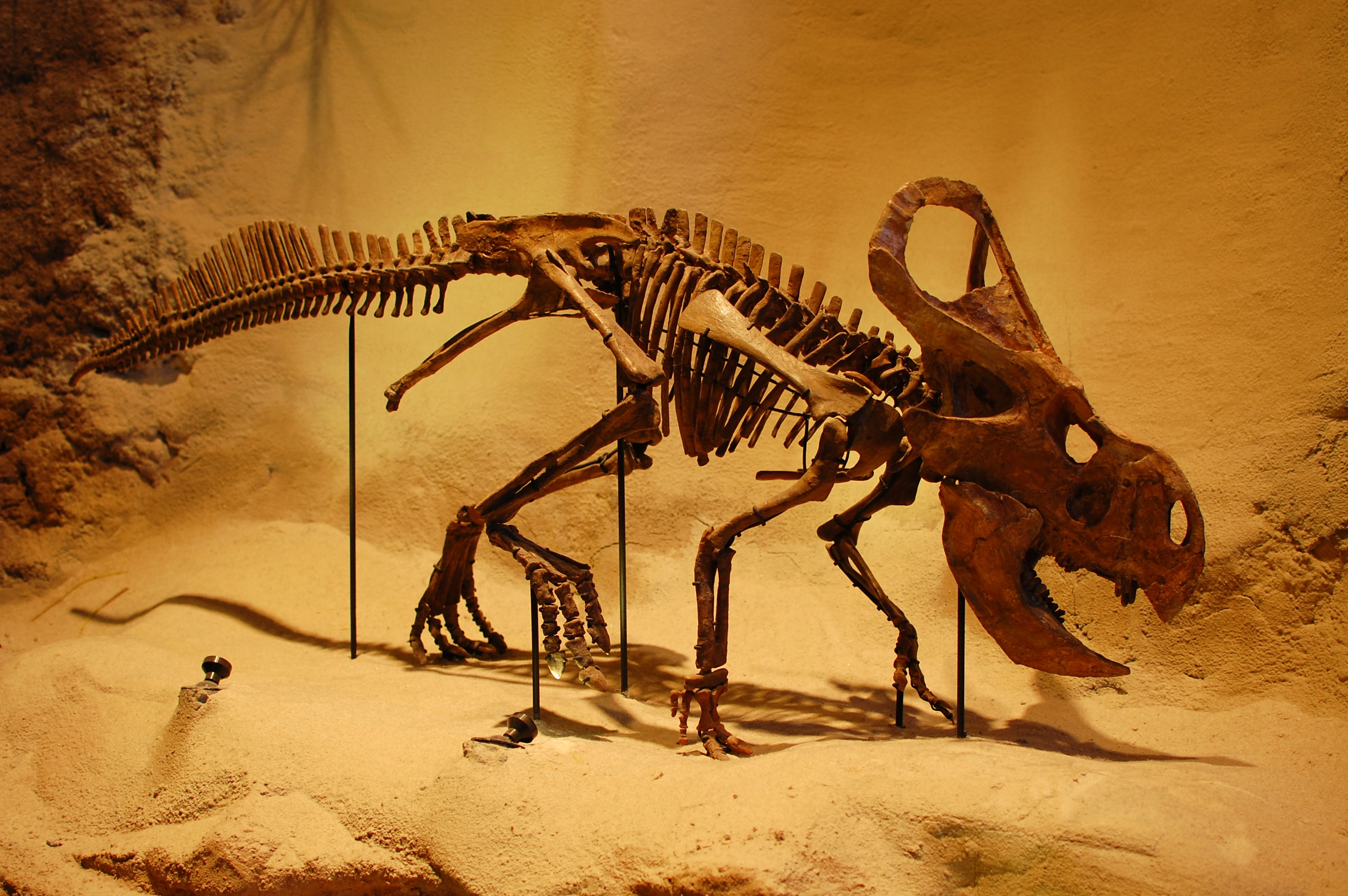
安氏原角龍的骨架模型（卡內基自然史博物館藏）

在1922年的一個由美國人組成的尋找人類祖先挖掘團隊，攝影師J.B. Shackelford在戈壁沙漠（蒙古的巴顏札格火焰崖）發現了原角龍的第一個標本。這次由羅伊·查普曼·安德魯斯（Roy Chapman Andrews）帶領的挖掘活動沒有發現早期人類化石，而發現了許多原角龍、鸚鵡嘴龍化石，以及獸腳亞目的迅猛龍、偷蛋龍化石。
在1923年，沃特·格蘭傑與W.K. Gregory正式地敘述、命名模式種安氏原角龍（P. andrewsi），種名是以安德魯斯為名。化石的地質年代是上白堊紀坎潘階，約7500萬年前到7100萬年前。研究人員注意到原角龍的重要性，認為原角龍是三角龍的祖先。這些化石組於保存良好的狀況下，有些標本甚至保有了鞏膜環（Sclerotic ring），鞏膜環是一種易碎的眼睛骨頭。

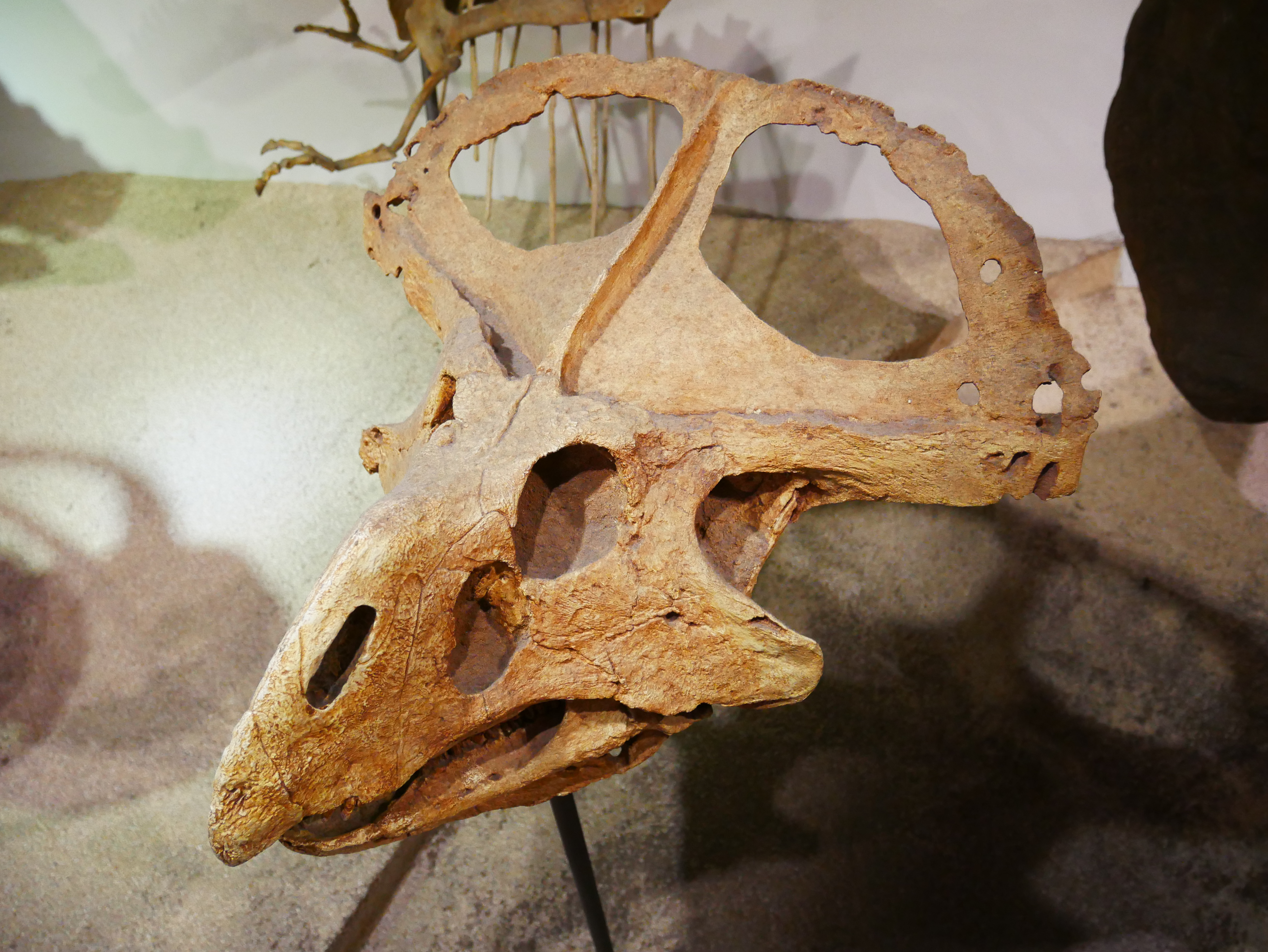
安氏原角龍頭骨（複製品）

在1971年，在蒙古發現了一個化石，一隻迅猛龍正攫取一隻原角龍。一般認為牠們在打鬥中同時死亡，可能因為沙塵暴，或是沙丘倒塌在牠們身上。
在1972年，波蘭古生物學家Teresa Maryanska與哈茲卡·奧斯穆斯卡敘述了原角龍的第二種，柯氏原角龍（P. kozlowskii），化石發現於蒙古南部。然而，這些化石由不完整的未成年體化石構成，現在被獨立為新屬，柯氏矮腳角龍（Breviceratops kozlowskii）。

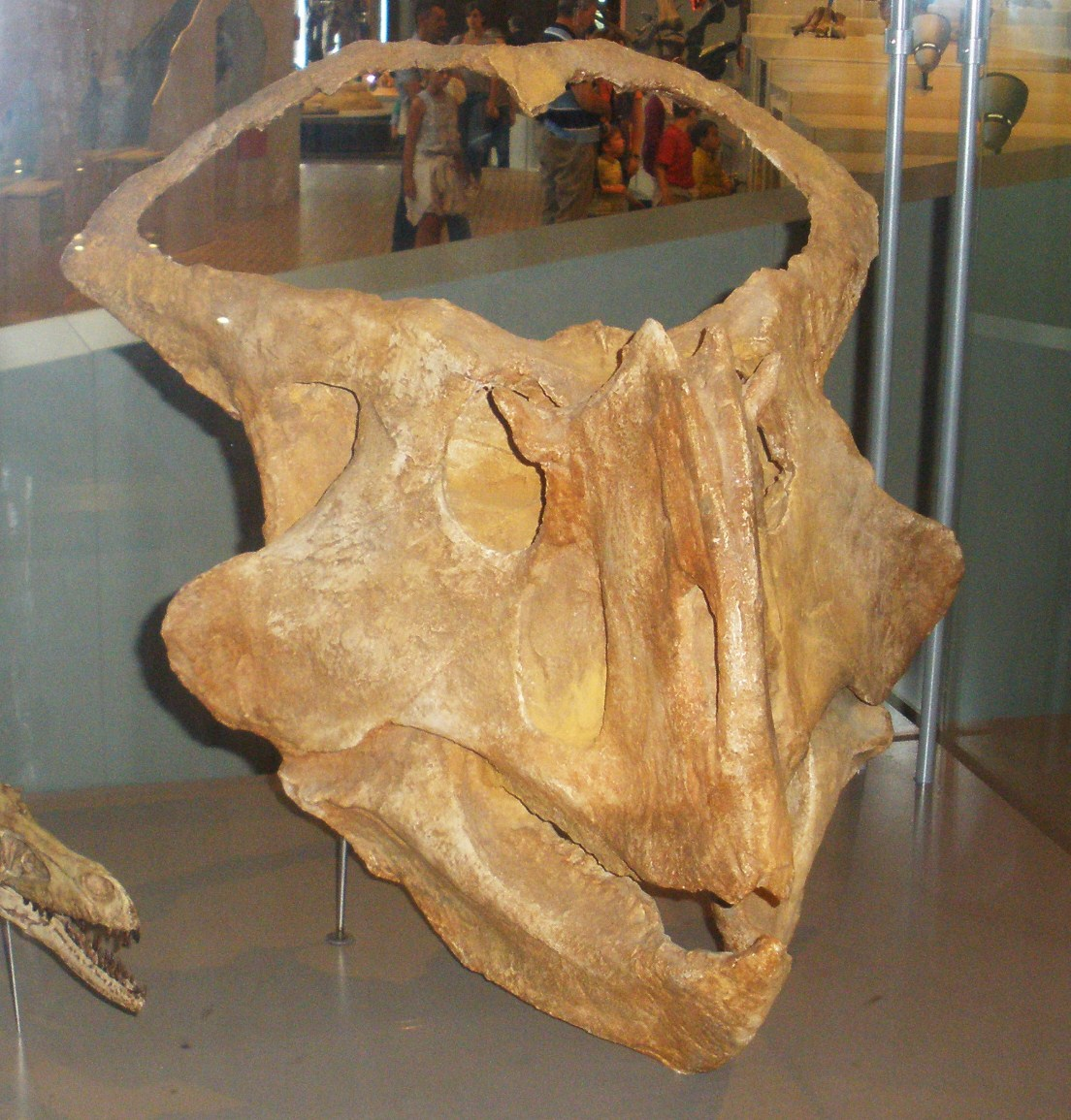
巨鼻原角龍的頭顱骨

在2001年，命名了第二個有效種，巨鼻原角龍（P. hellenikorhinus，又稱似希腊鼻原角龙），發現於中國內蒙古的巴音滿都呼組（Bayan Mandahu），也是來自於上白堊紀的坎潘階。巨鼻原角龍的體型明顯大於安氏原角龍，並擁有稍微不同的頭盾，以及更結實的顴骨角狀物。
一個發現於1965年的原角龍化石，在2011年被發現化石伴隨者一個足跡化石，這是第一個同時發現化石、與其足跡化石的案例。

## 古生物學

### 繁衍

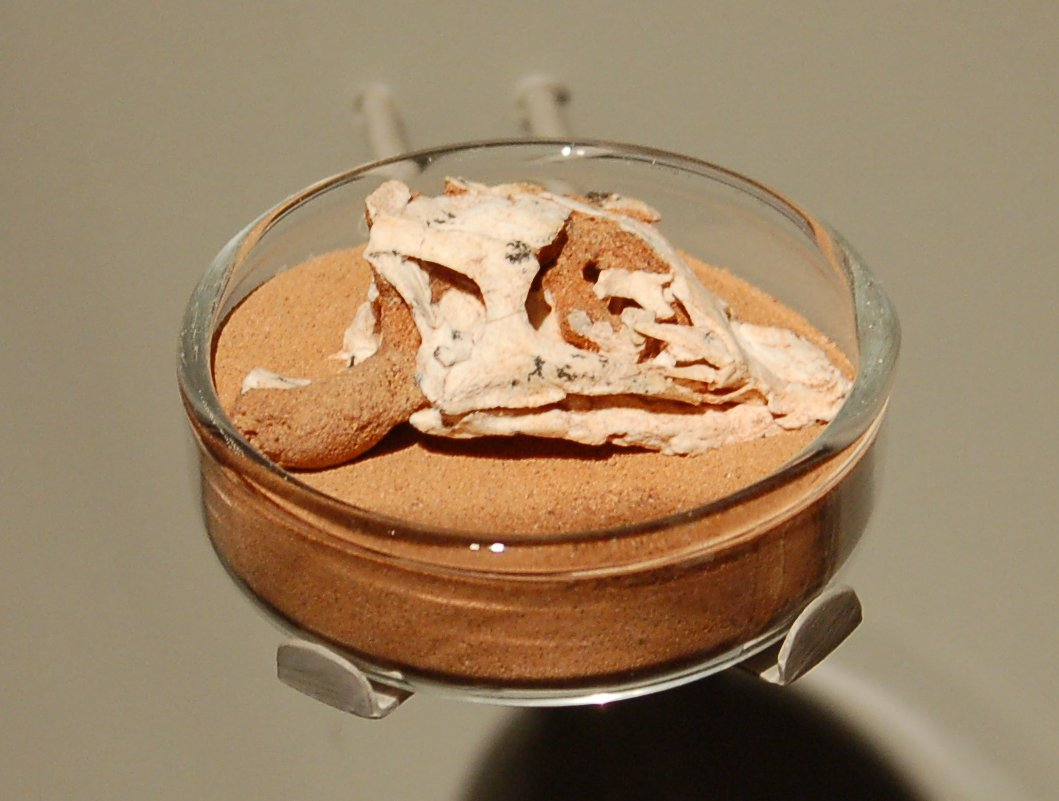
一個原角龍胚胎的頭顱骨

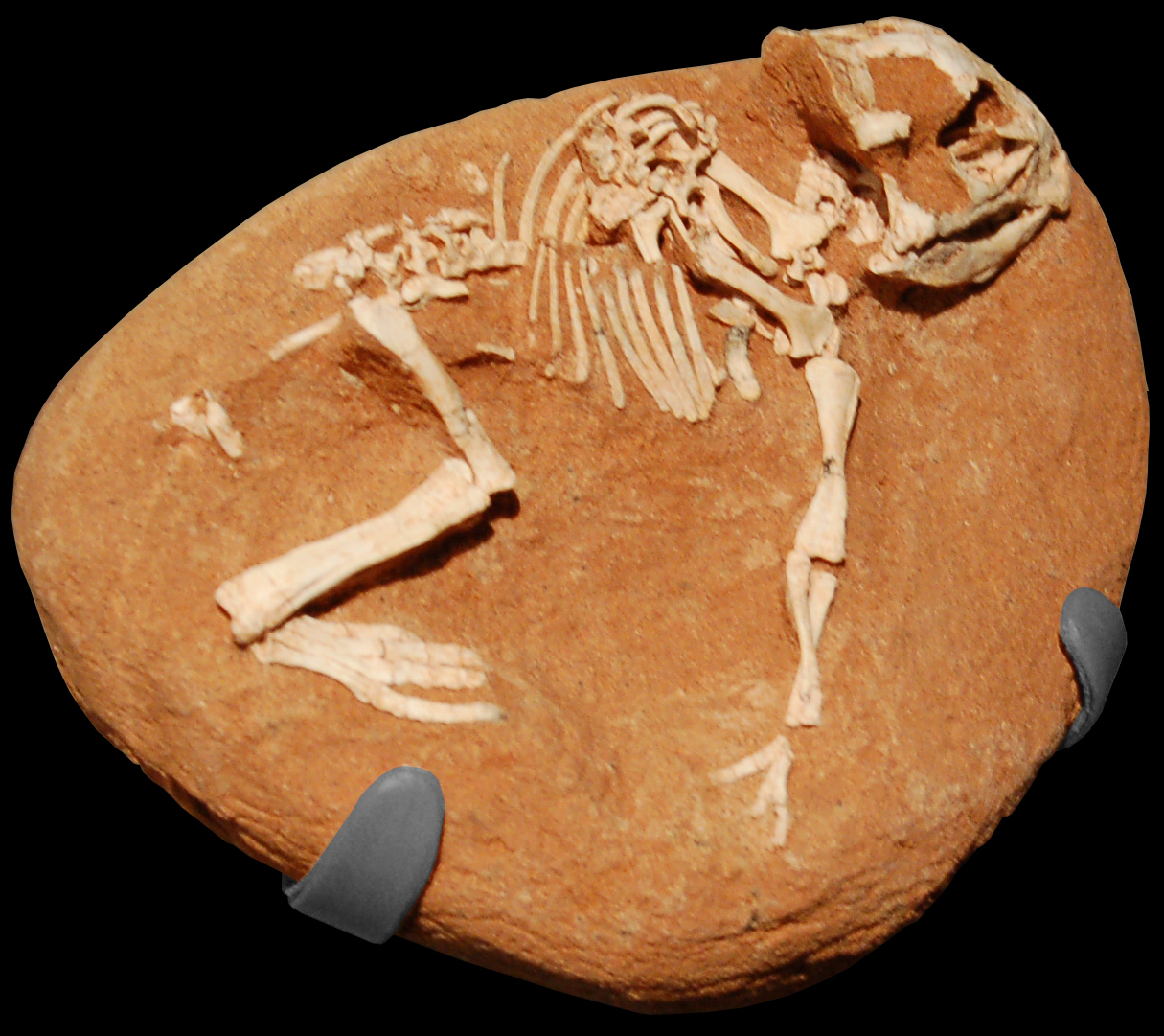
孵化中的原角龍

在1920年代，羅伊·查普曼·安德魯斯在蒙古戈壁沙漠發現了第一批恐龍蛋化石。這些蛋的直徑為8吋。因為接近原角龍，所以這些恐龍蛋一度被認為屬於原角龍。
附近的獸腳亞目偷蛋龍化石，位於一個蛋巢上方，因此被推論偷蛋龍偷竊並吃了原角龍的蛋。這個偷蛋龍的頭顱骨破碎，被認為是遭到保護蛋巢的成年原角龍所攻擊的。
然而在1993年，馬克·諾瑞爾（Mark Norrell）等人在一個被認為是原角龍的蛋中，發現了一個偷蛋龍的胚胎。因此這個偷蛋龍其實是位於自己的蛋巢上方，在保護、孵化自己的蛋。
在2011年，蒙古發現一個原角龍蛋巢，內有15個原角龍的幼年個體。這是第一個已確定的原角龍蛋巢，並顯示原角龍有親代養育習性，會養育剛孵化幼體，直到牠們成長至某種年齡。由於原角龍是相當原始的角龍類，後期角龍科可能會繼承這種親代養育行為。

### 生存習性
原角龍的眼睛大，過去曾有理論認為牠們是夜行性動物。在2011年，科學家比較恐龍、現代鳥類與爬行動物的鞏膜環大小，提出原角龍可能屬於無定時活躍性的動物，覓食、移動行為跟白天黑夜沒有正相關，只休息短暫時間。另外，生存於同一環境的伶盜龍可能是夜行性動物，著名的原角龍、伶盜龍打鬥化石，可能是發生在夜間或光線昏暗的清晨、黃昏。

## 分類
原角龍是第一個被命名的原角龍科恐龍，所以也成為原角龍科的名稱來源；原角龍科是一群草食性恐龍，比鸚鵡嘴龍科先進，但比角龍科原始。原角龍科的特徵是牠們與角龍科的相似處，但原角龍科有更善於奔跑的四肢比例，以及較小的頭盾、缺乏角。
在1998年，保羅·塞里諾（Paul Sereno）將原角龍科定義為：冠飾角龍類中，所有親緣關係與原角龍較近，而離三角龍較遠的物種，所組成的基群演化支。這個演化支包括：弱角龍、矮腳角龍、雅角龍、喇嘛角龍、巨嘴龍、扁角龍、巧合角龍等屬。但在2006年，彼得·馬克維奇與馬克·諾瑞爾公佈了新的系統發生學研究，將數個屬移出原角龍科。貝恩角龍可能是原角龍的次異名。

## 獅鷲神話起源
史丹佛大學的科學史與民俗學家阿德里安娜·梅約（Adrienne Mayor），提出角龍類與原角龍保存良好的化石，被居住於中亞天山山脈、阿爾泰山脈的挖掘金礦游牧民族塞迦—西徐安發現後，成為奇幻動物如獅鷲的形象來源。獅鷲被描述成有獅子的身體、大型爪、以及鷹頭；牠們在地面築巢產卵。西徐安游牧民族告訴希臘人與羅馬人，這些獅鷲發現於西徐安陸地上，也就是現在的中國西北與蒙古西南。獅鷲被敘述成在山上，與沙漠中的砂岩，守衛地底的黃金。該地區有許多原角龍化石，而鄰近山脈有許多金礦，因此產生理論認為原角龍化石是獅鷲神話的來源。

## 大眾文化
在探索頻道電視節目《恐龍王朝》（Dinosaur Revolution）的第三集裡，一隻年幼的原角龍的父母被兩隻伶盜龍殺死，自己也被其攻擊，後來被一隻老年的雄性原角龍救下後收養。
原角龍也出現在英國廣播公司製作的古生物紀錄片與恐龍共舞特別篇《鐮刀龍探秘》中，主持人奈吉爾·馬文(Nigel Marven)在白堊紀時期的戈壁沙漠納摩蓋吐盆地中穿越一群原角龍的築巢地，並以一面紅色旗幟吸引牠們的注意力，藉此說明恐龍具有彩色視覺。
此外，原角龙亦出现在哆啦A梦《大雄的新恐龙》的电影中，虽然只是和类似伶盜龙的生物出现了几秒钟。但牠也反映了剧中的背景。

## 照片

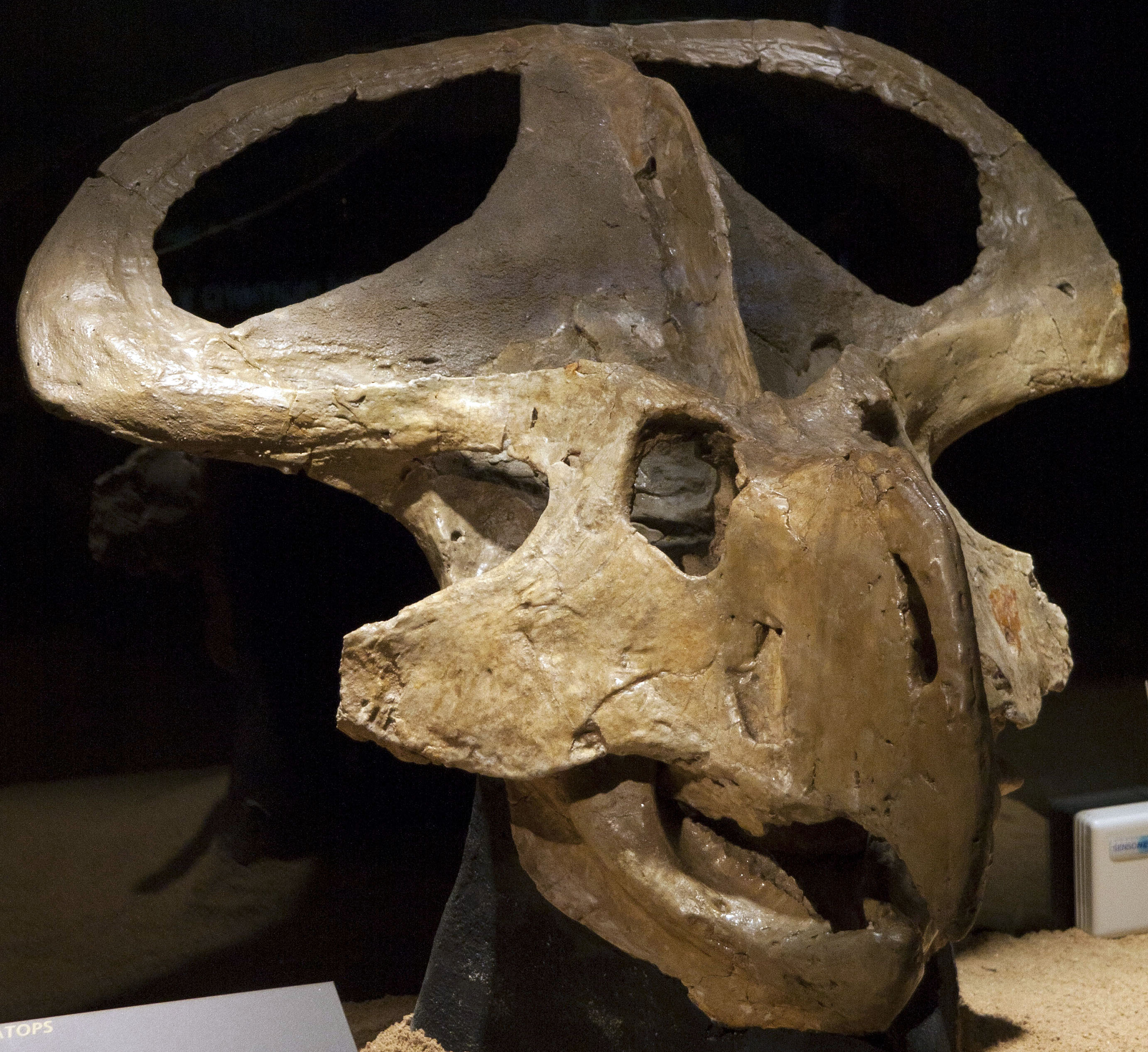
安氏原角龍的頭顱骨
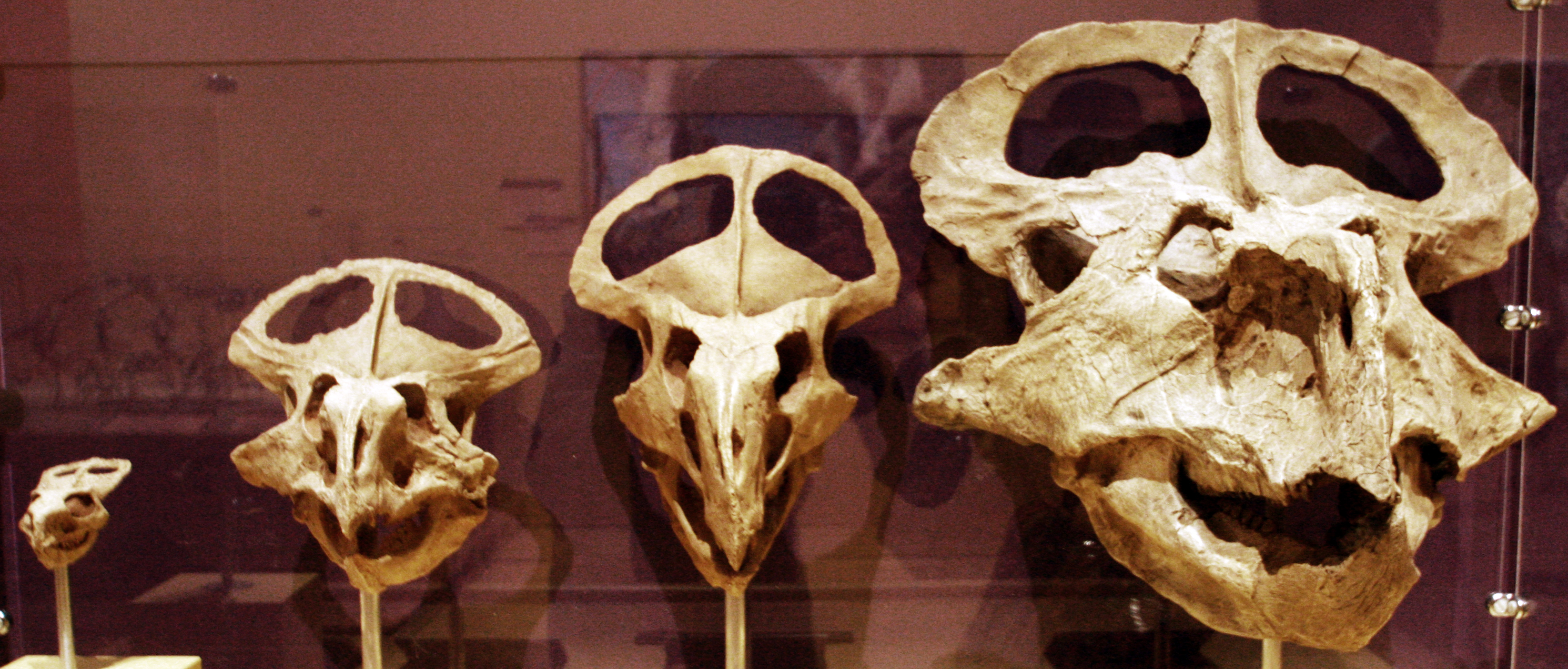
不同年齡階段的安氏原角龍頭顱骨
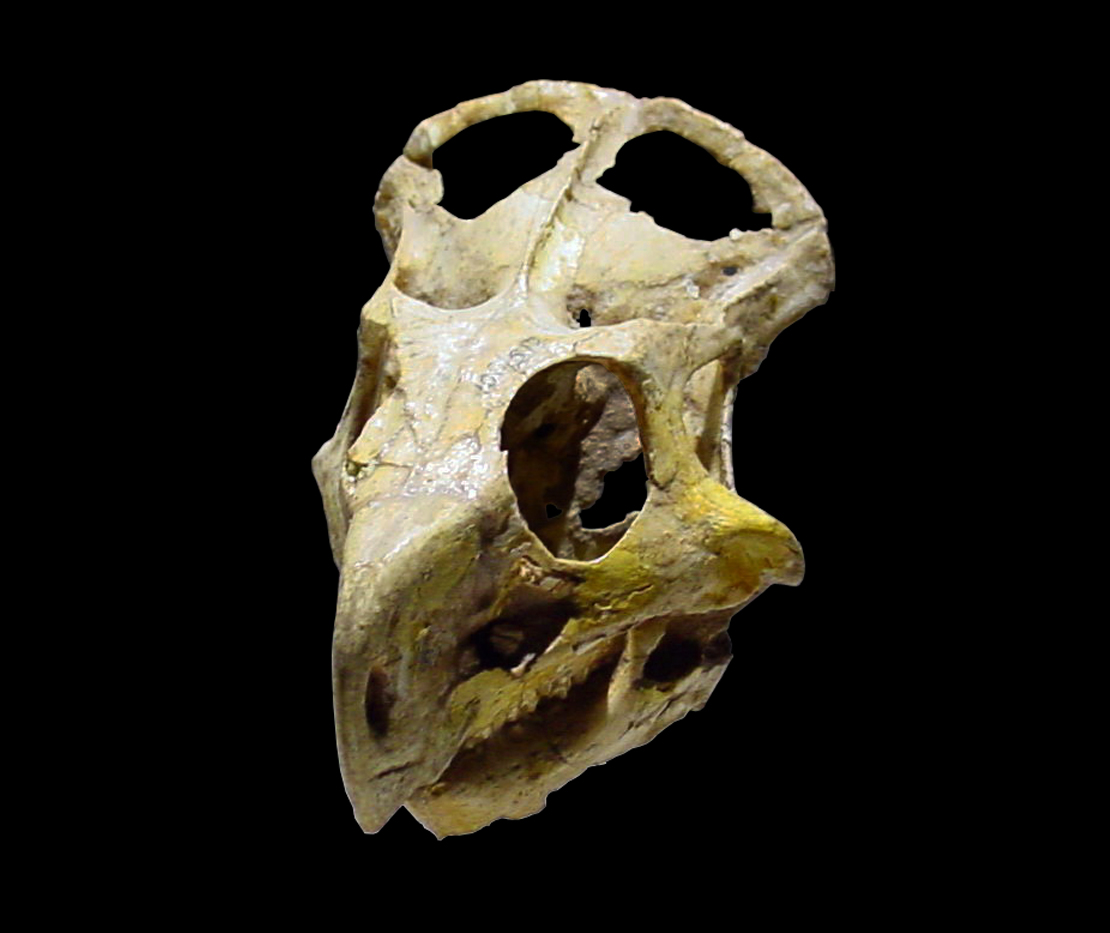
幼年原角龍的頭顱骨
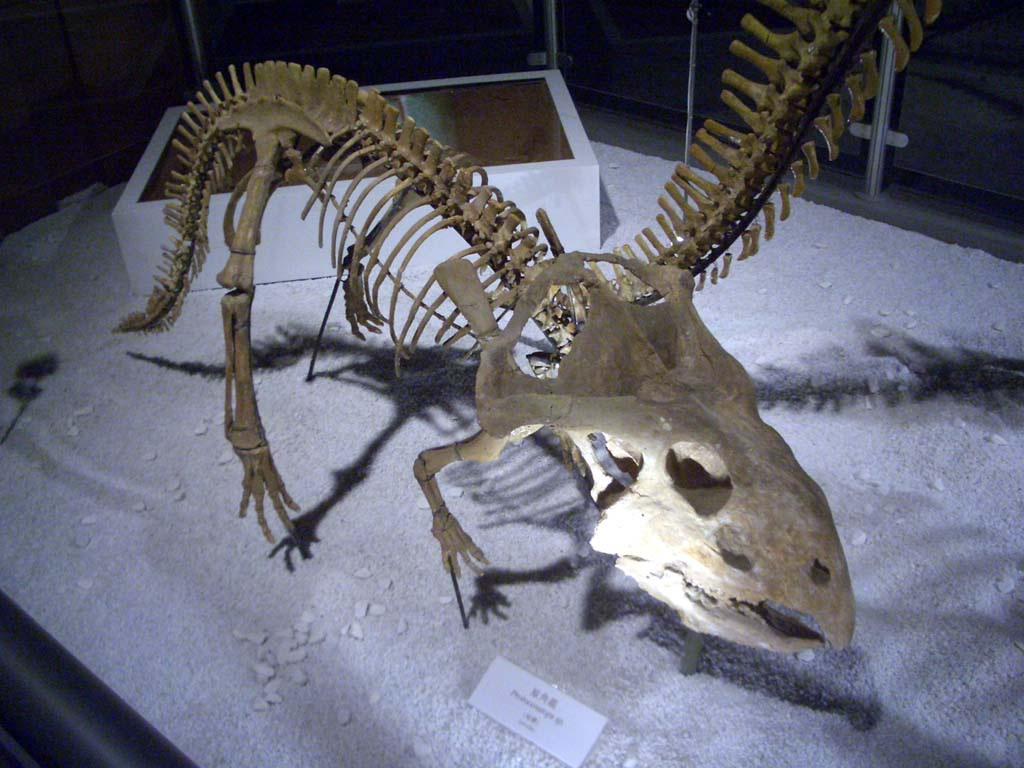
原角龍的幼體—香港科學館
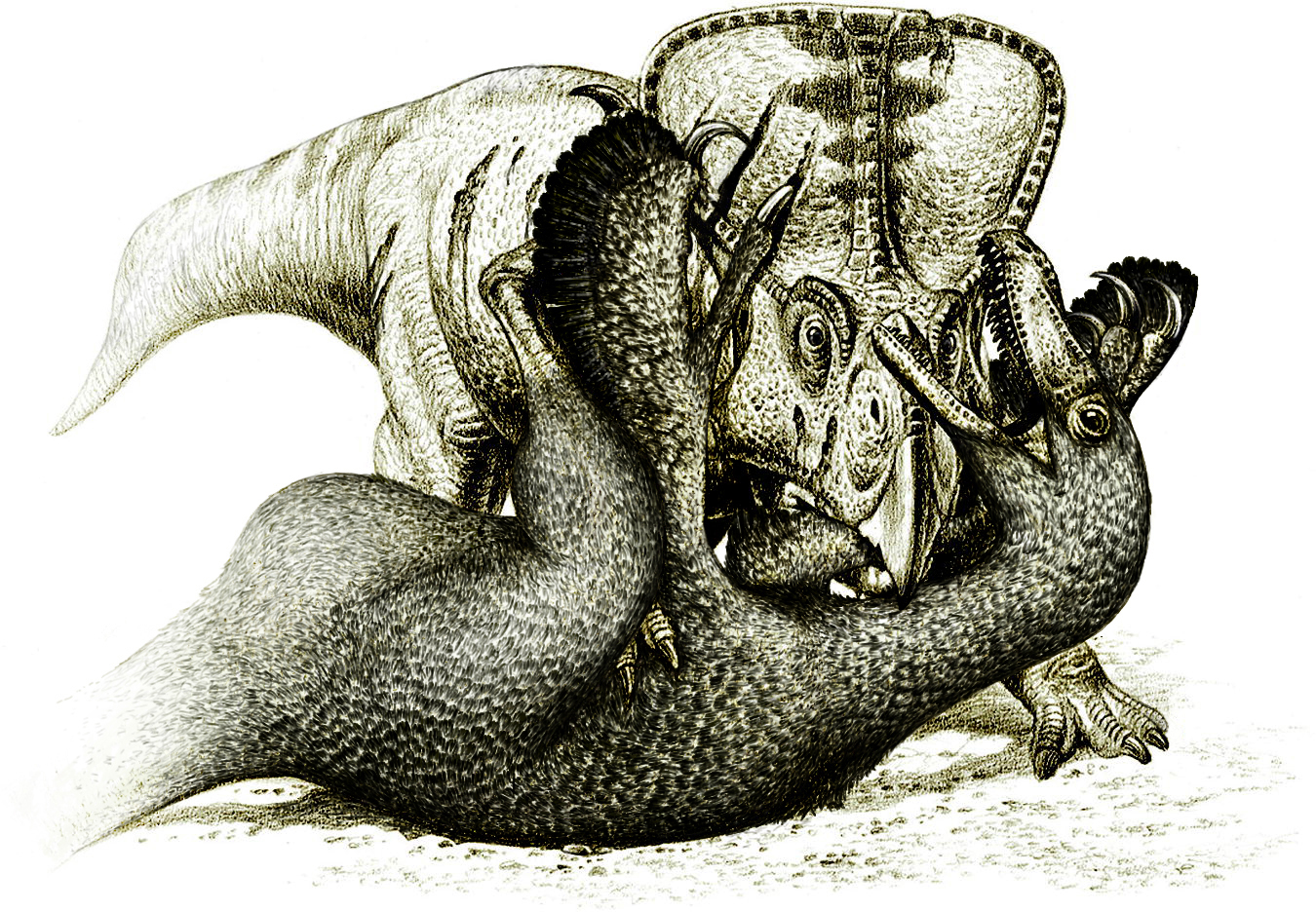
著名的伶盗龍與原角龍間的打鬥
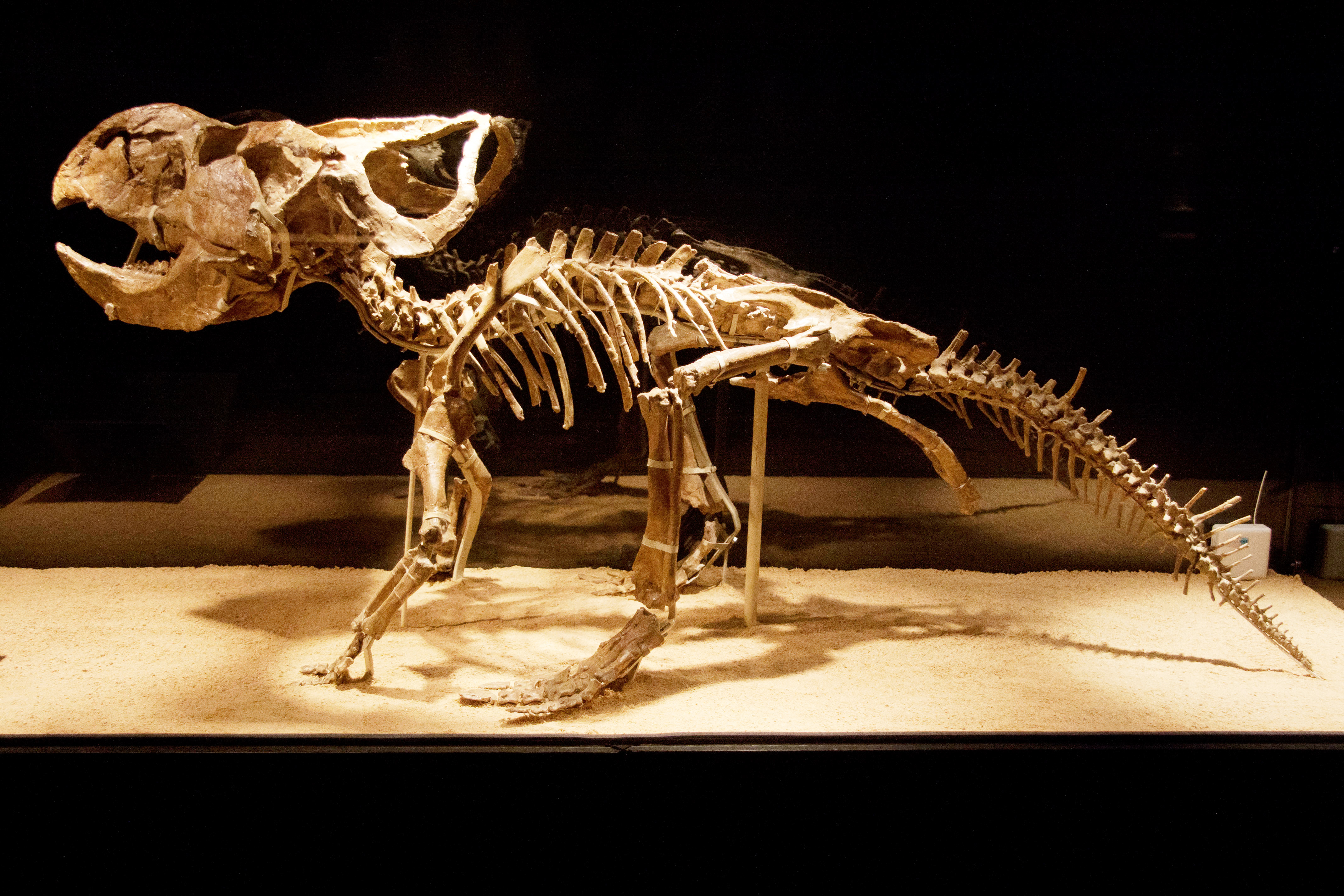
組裝過的原角龍骨骸 - 巴塞隆那
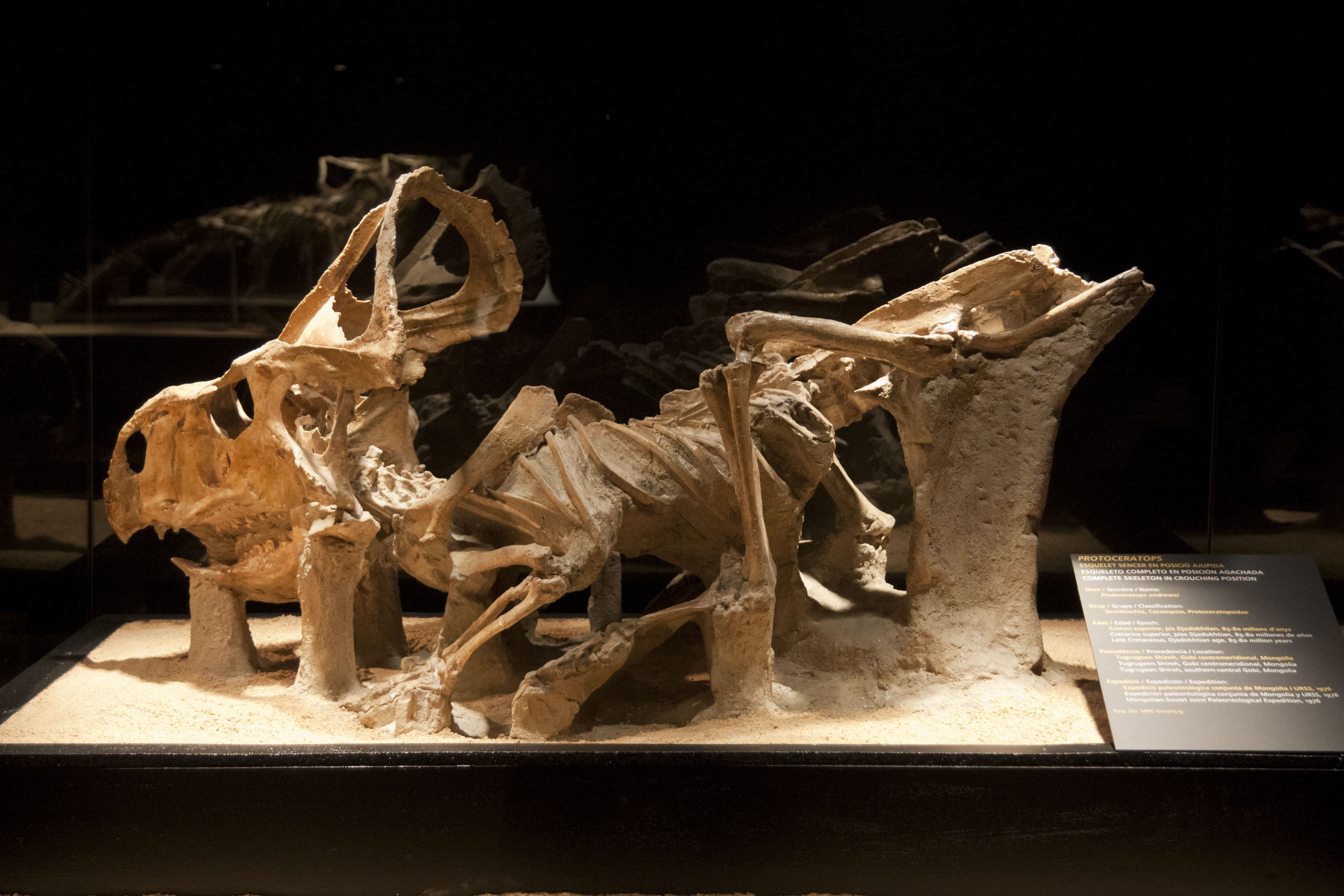
原角龍的化石-巴塞隆那

## 外部連結
- 原角龍v.s.迅猛龍
- 角龍亞目 from Thescelosaurus web site
- 原角龍复原图 （页面存档备份，存于）